# Арсеналски
„Арсеналски“ е булевард в София, България.
Той е разположен на границата между районите Лозенец и Триадица, от кръстовището с улиците „Бяла черква“ и „Богатица“ на запад до булевард „Черни връх“ на изток.

## История
Названието на булеварда произлиза от разположения някога северно от него Софийски арсенал. Създаден през 1922 година, още през 20-те години Софийският арсенал постепенно започва да се измества в нова база в Казанлък, но част от сградите му продължават да се използват за стопански нужди и през следващите десетилетия. При комунистическия режим булевардът носи името на партийния функционер Владо Георгиев.
При реконструкция на района в началото на 80-те години на XX век повечето от тези сгради са разрушени, а терените им са присъединени към Южния парк, свързвайки го с комплекса около новопостроения Народен дворец на културата. Запазени и реконструирани са две от сградите на Арсенала – днешните Национален музей „Земята и хората“ и Музей за съвременно изкуство. През същия период реконструкция в отделно платно по северната страна на булеварда е удължена трамвайната линия от булевард „Черни връх“, стигайки до Плувен комплекс „Спартак“. Самият плувен комплекс е реконструиран, като откритите дотогава басейни са покрити с метална конструкция, за да бъдат използвани по време на Европейското първенство по водни спортове през 1985 година.
Трамвайната линия по булеварда е окончателно демонтирана през 2018 година, след което нейното платно се използва от нова тролейбусна линия.

## Забележителности
На булеварда се намира един от моловете в София – Парк център София, а също така и плувен басейн „Спартак“.